# 9447 Жульборде
9447 Жульборде (9447 Julesbordet) — астероїд головного поясу, відкритий 3 травня 1997 року.
Тіссеранів параметр щодо Юпітера — 3,309.